# Mapantsula
Mapantsula és una pel·lícula de ficció criminal sud-africana de 1988 dirigida per Oliver Schmitz i escrita per Schmitz i Thomas Mogotlane. Narra la història de Johannes 'Panic' Themba Mzolo (Mogotlane), un lladregot, ambientat en el teló de fons de l'Apartheid. L'ús de la pel·lícula de flashbacks entre l'època de Panic a mans del seu carceller de l'apartheid 'Stander' (Marcel Van Heerden) i els esdeveniments al municipi de Johannesburg de Soweto mostren les injustícies que van patir els sud-africans negres durant l'apartheid i la seva lluita pel sufragi. La pel·lícula fa un ús extensiu de les manifestacions polítiques, la brutalitat policial i la diferència racial per exemple els efectes de l'apartheid en els sud-africans negres. Es va projectar a la secció Un Certain Regard al 41è Festival Internacional de Cinema de Canes. La pel·lícula va ser seleccionada com a entrada sud-africana a la Millor pel·lícula en llengua estrangera als Premis Oscar de 1989, però no va ser acceptada com a nominada.

## Argument
Mapantsula omença amb escenes tallades entre una protesta acalorada i diversos vehicles policials que transporten sud-africans negres detinguts. Hi ha una veu de fons que diu que han infringit la Llei de Seguretat Interior reunint-se sense permís i incitant a un motí. Aquí veiem primer Panic que està ajuntat amb la resta de presoners, incloses dones i nens. El posen a una cel·la amb vuit homes més.
Hi ha una escena d'un carrer concorregut de Johannesburg on Panic i el seu company de crims, Dingaan (Darlington Michaels), roben la cartera a un sud-africà blanc i l'amenacen amb un ganivet quan intenta recuperar els seus diners. Després, Panic i Dingaan es troben a una botiga local i expliquen l'esdeveniment. Rient, Dingaan diu: "Ei home, hauríem d'aturar això". Panic respon: "Estàs boig".
Llavors, Panic torna a casa al municipi de Soweto, on lloga una petita casa d'una habitació a una patrona a la qual es refereix com Ma Mobise (Dolly Rathebe). Mentre es disfressa per sortir a la nit, ella l'adverteix que vol que no tingui problemes, comentant que es vesteix com un tsotsi o gàngster. De tornada a la presó, Panic està separat dels altres presoners. Demana que un d'ells es mogui del seu camí i s'enfronta a un altre quan li pregunta per què és allà. Panic respon: "Pel mateix motiu que tu". Els altres no el creuen.
Ens retrobem a Panic en una discoteca amb la seva xicota Pat i Dingaan. Després de ser colpejada pel propietari Lucky, se'n va, fet que va fer que el Pànic vagi darrere d'ella. Tornen al lloc de Panic. Hi ha un altre tall a l'oficina de Stander on ell i Panic es presenten per primera vegada. Stander li pregunta al Pànic si parla afrikaans, Pànic diu que no. Flashback a la casa d'en Panic el matí després d'anar de festa, Panic i Pat se'n van després de discutir perquè no tenia feina. Pat marxa i Ma Mobise s'acosta a Panic per pagar el lloguer. Llavors li parla sobre l'augment dels preus del lloguer i com no hi ha res a Soweto. El seu fill Sam (Eugene Majola) escolta. Mentrestant, Pat arriba a la feina. És la donzella d'una dona sud-africana blanca, Joyce (Margaret Michaels). Arriba Panic i li demana diners a la Pat. Joyce els hi dona.
De tornada a la presó, totes les cel·les estan plenes. Panic està sent interrogat per Stander, que explica el seu extens historial criminal. A l'última pàgina, es recolza enrere i assenyala: "Veig que has estat treballant per a nosaltres". En un altre flashback, Panic segueix una dona òbviament rica al carrer, mirant la seva bossa de mà. Però abans que tingui l'oportunitat, un altre home se la pren. Panic corre darrere d'ell. Es troba amb Dingaan i Pat en un bar, i explica que va ensopegar el lladre i la dona el va recompensar. El lladre és de fet al bar i s'enfronta al Pànic. Està enfadat perquè Panic ha sortit de la presó en una ocasió anterior, acusant-lo de vendre's a les autoritats. Panic trenca una ampolla i amenaça de matar-lo. L'altre home corre. Un oficial blanc entra a la cel·la de Panic i acusa tots els homes d'allà de ser terroristes. Panic és portat a l'oficina de Stander, on Stander demana: "Què volen aquests comunistes?"
De tornada a Soweto, Panic roba un vestit i el dona. Va a casa de Joyce per veure la Pat. Pat l'allunya amb ràbia. Es nega a marxar. Arriba Joyce i li demana que marxi. Ell es nega. Joyce agafa el seu gos i amenaça Panic. Ha marxat lluny de casa. En marxar, agafa un maó i el llença per la finestra de Joyce. A l'oficina de Stander, l'oficial de policia ofereix a Panic cafè i menjar. Li demana informació sobre un home anomenat Duma (Peter Sephima). Panic diu que no el coneix. En tornar a la seva cel·la, un company l'acusa d'haver-lo venut a les autoritats. A través d'un altre flashback, descobrim que Pat ha estat acomiadada. Sam porta Pat a una reunió local del Congrés Nacional Africà, on els habitants demanen que l'alcalde (Steven Moloi) no augmenti els lloguers. Primer apareix Duma, parlant contra l'alcalde i l'ordre actual.
L'endemà al matí, Ma Mobise es desperta buscant Panic i li demana que pagui el lloguer. Aleshores, Ma Mobise es troba amb el seu fill, Sam, al carrer. Després de dir-li que es mantingui fora de problemes, Sam fuig d'una furgoneta de la policia que s'acosta. Mentrestant, la Pat es reuneix amb Duma, que l'insta a tornar a Joyce i exigir el pagament dels beneficis que li van denegar i el sou de la setmana passada. Pat va a casa de Joyce, però és rebutjada pel seu antic empresari. Panic i Dingaan són en un centre comercial. Troben un objectiu ric i intenten tornar a fer el truc que van fer anteriorment a la pel·lícula. L'home es resisteix, agafant-los a tots dos. Panic l'apunyala i els dos escapen a una sala de cinema. Dingaan li diu al Pànic que no vol tenir res més a veure amb ell i el deixa. Panic en va intenta recuperar la Pat anant a casa de la seva tia. Però és expulsat una vegada més.
De tornada a l'oficina de Stander, Panic està gairebé nu davant de l'inspector. Stander i un altre agent gairebé el llancen per la finestra com a tàctica d'intimidació. En una altra escena de tall, veiem Panic a una curandera local, ella li diu que "... el passat i el futur són per somiar. El present és per viure-hi". Veiem que Pat es troba amb Duma. Van al seu despatx, però la policia l'està escorcollant. S'escapen. Hi ha un funeral a Soweto que la policia intenta aturar. Els veiem endur-se en Sam abans de fugir de la multitud desenfrenada. Panic arriba a casa i discuteix això amb Ma Mobise, ella diu que no és a la comissaria. Aleshores surt a buscar en Sam. Acaba descobrint que Sam ha estat amb Duma, que està amagat. Sabent que en Lucky és el seu germà, Panic va a casa de Lucky. No arriba enlloc, fins i tot després d'amenaçar-lo. Panic se'n va, i veiem que dos detectius estan vigilant la casa de Lucky.
De tornada a la comissaria, Panic està sent humiliat per Stander, ajupit nu en un vestidor després d'insistir que no coneix Duma. En un altre flashback, Panic és amb Luck a la nit. Ell descobreix que Duma és allà. Duma corre però el Panic l'enxampa i li demana que deixi la Pat en pau. Els detectius que descobreixen el lloc de Lucky els persegueixen però no els agafen. A la seva oficina, Stander posa alguna cosa davant de Panic i li demana que la signi. El pànic es nega. Stander li mostra una gravació d'un motí. A través d'una sèrie ràpida de flashbacks, ens adonem que es tracta d'un motí que protesta per la mort de Sam. Ma Mobise corre davant de la multitud i demana justícia a crits. Li disparen i el motí es converteix en una baralla. Panic i Duma fugen però són atrapats pels soldats. Panic lluita i Duma s'escapa. A l'escena final veiem que els papers que Stander demana que signi Panic són en realitat una confessió que Panic estava ajudant Duma en activitats terroristes. Panic mira a la càmera i es nega a signar la confessió.

## Repartiment
- Thomas Mogotlane com a Panic
- Marcel Van Heerden com a Stander
- Thembi Mtshali com a Pat
- Dolly Rathebe com a Ma Mobise
- Peter Sephuma com a Duma
- Darlington Michaels com Dingaan
- Eugene Majola com a Sam
- Gabriel Dichwabe com a líder de multitud
- Brad Morris com a policia antiavalots
- Polite Dlamini com a Presoner
- Duma Nyembe com a presoner
- Jerry Mokgoko com a policia
- Similo Makhambi com a sergent de l'oficina de càrrec
- Boitumelo Dijoe com a sergent
- Arthur Molepo com a guardià

## Música
La música de la pel·lícula la proporciona The Ouens, un grup musical sud-africà. La paraula ouen és un terme local que significa homes de carrer, aquells que sovint es preocupen pel benestar de la seva comunitat i no només per ells mateixos, cosa que els diferencia d'amapantsula. A part de la música que s'escolta a la discoteca de Lucky, la majoria de la resta de la música es canta en zulú. La majoria d'aquestes cançons les canten els presos a les cel·les amb Panic o durant els disturbis.

## Temes
Mapantsula critica durament l'apartheid, mostrant com molts sud-africans negres diferents, alguns ciutadans respectuosos de la llei, altres criminals, es veuen afectats injustament per la política institucionalitzada de racisme. Panic explota el sistema i encara està atrapat en ell. La inevitabilitat del conflicte que l'envolta obliga en Panic a prendre una decisió entre el benefici personal (en confessar que Duma és un terrorista davant la policia i ser alliberat) i ajudar al moviment social més gran mantenint silenci sobre el parador de Duma. Tot i que Panic ajuda sense voler la policia, la mateixa força contra la qual sempre ha lluitat, es nega a continuar sent egoista després de la mort de Sam i l'assassinat de Ma Mobisa just davant seu.
La descripció de la pel·lícula de la vida criminal a la postcolònia global és una de l'autodeterminació. No hi ha un sistema de justícia a Mapantsula, les autoritats, en canvi, estan més interessades en l'statu quo que en el veritable ordre en una nació democràtica. L'alcalde de Sowato no és elegit per la gent que suposadament representa i és acusat d'embutxacar-se els diners que rep amb l'augment dels lloguers. Aquest és un exemple de govern indirecte privat.
El crim representat a Mapantsula era comú a Sud-àfrica, especialment abans de l'apartheid. Els carteristes són habituals a Sud-àfrica i és difícil d'investigar per a la policia. Les seves reflexions sobre robar a Joyce també representen el fet que la majoria dels robatoris a Sud-àfrica es produeixen per oportunitat i no per venjança o discriminació racial.